# Farlig identitet
Farlig identitet (originaltitel: Incognito) är en amerikansk långfilm från 1997 i regi av John Badham.

## Handling
Harry Donovan är expert på att måla kopior av berömda tavlor. Han reser till Paris där han har fått i uppdrag att måla en tidigare okänd Rembrandt. Han hamnar i säng med konstprofessorn Marieke van den Broeck och de två träffas på nytt i London där Broeck har fått i uppdrag att intyga tavlans äkthet. När Donovan försöker sälja tavlan dödas två personer och han måste fly från polisen.

## Rollista (urval)
- Jason Patric - Harry Donovan
- Irène Jacob - prof. Marieke van den Broeck